# Arroyo de Saucedo
Der Arroyo de Saucedo ist ein Fluss in Uruguay.
Er entspringt auf dem Gebiet des Departamento Salto in der Cuchilla del Daymán südlich des Ortes Saucedo. Von dort verläuft er in nördliche Richtung. Er gehört zum Flusssystem des Río Arapey.